# Nathaniel de Rothschild

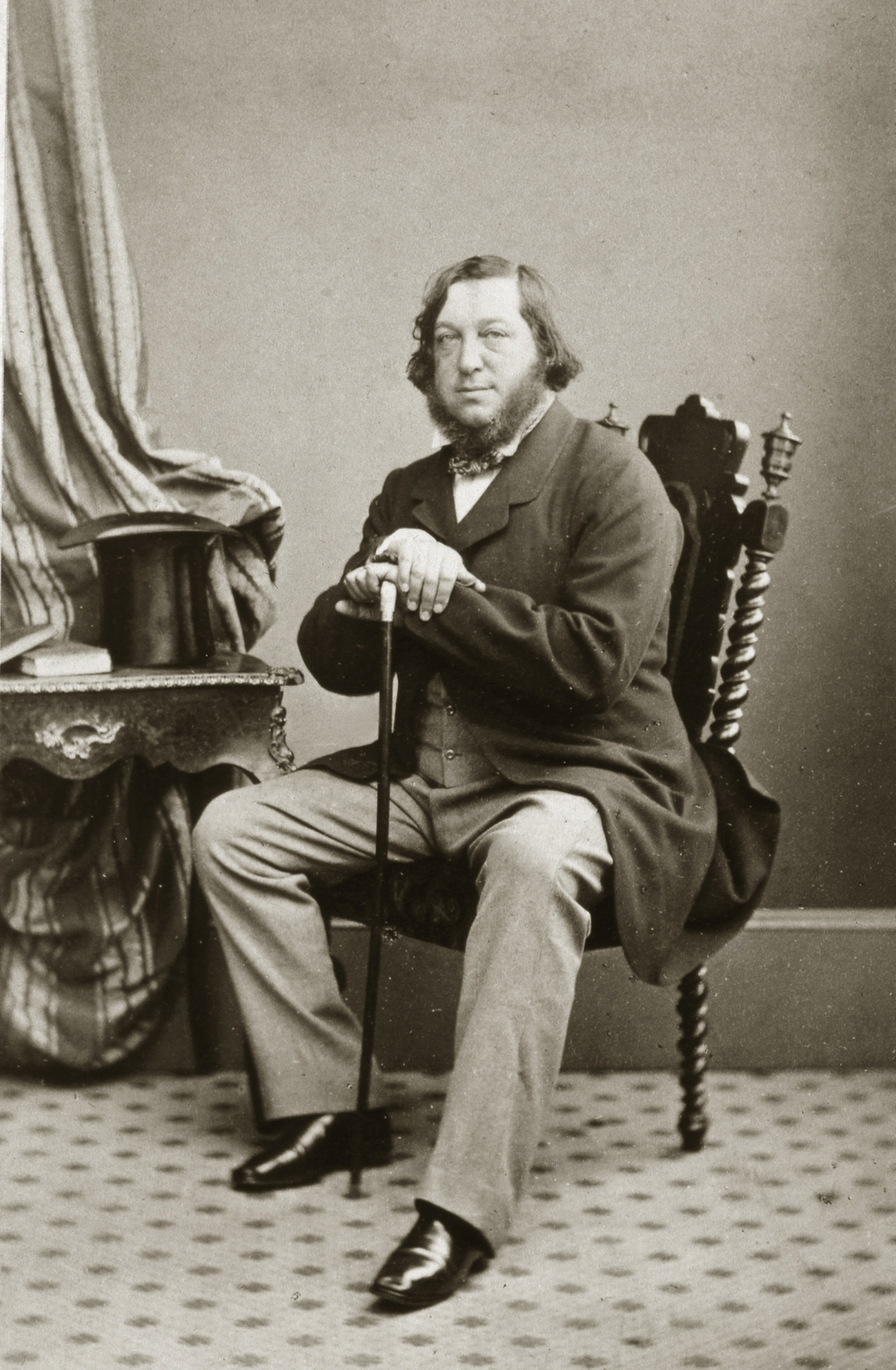
Nathaniel de Rothschild (um 1860)

Nathaniel de Rothschild (* 2. Juli 1812 in London; † 19. Februar 1870 in Paris), auch als Nat bekannt, wurde zum Begründer des französischen Zweigs der Rothschild-Familie.

## Leben
Nathaniel Rothschild war viertes Kind und dritter Sohn von Nathan Mayer Rothschild (1777–1836) und Hannah Cohen (1783–1850). Im Jahr 1842 heiratete Nathaniel de Rothschild Charlotte de Rothschild (1825–1899), Tochter von James Mayer Rothschild. Aus ihrer Ehe gingen folgende Kinder hervor:
- Nathalie de Rothschild (1843–1843)
- James-Edouard de Rothschild (1844–1881)
- Mayer Albert de Rothschild (1846–1850)
- Arthur de Rothschild (1851–1903)

Im Jahr 1850 siedelte die Familie nach Paris über, wo Nathaniel seinem Onkel und Schwiegervater im Bankhaus Rothschild Frères zur Seite stand. 
Im Jahr 1853 erstand er das Weingut Château Brane Mouton. Das in Pauillac im Weinbaugebiet Bordeaux liegende Gut übernahm er vom Pariser Bankier  Isaac Thuret, der das Gut seinerseits im Jahr 1830 von Baron Hector de Branne übernommen hatte. Nathaniel Rothschild zahlte 1.175.000 Francs für den Besitz und benannte ihn in das heute bekannte Château Mouton-Rothschild um. 
Im Jahr 1856 kauften Nathaniel und seine Frau den Besitz in der Rue du Faubourg Saint-Honoré 33. Zu dieser Zeit fungierte das Gebäude als Sitz der Russischen Botschaft in Paris. Als der Pachtvertrag mit der Botschaft im Jahr 1864 endete, ließ Rothschild das Gebäude renovieren und machte es zu seinem Wohnsitz in Paris.
1873, drei Jahre nach seinem Tod, kaufte seine Witwe, Baronin Charlotte de Rothschild (1825–1899), die Ruine von Kloster Les Vaux-de-Cernay und ließ umfassende Restaurierungsarbeiten durchführen. Sie verwandelte die Anlage in ein Landhaus, das bis 1945 im Besitz ihrer Nachfahren blieb. 1926 und 1941 erfolgte die Klassifizierung als Monument historique.

## Beziehung mit Frédéric Chopin
Die Familie verkehrte mit zahlreichen Künstlern, darunter mit Frédéric Chopin. Er widmete Charlotte de Rothschild den Walzer cis-Moll op. 64 Nr. 2 und die Ballade Nr. 4 f-Moll op. 52.